# Германска колониална империя
Германската колониална империя е отвъдморска територия, формирана в късния 19 век като част от Германската империя. В предишните векове има краткотрайни колониални усилия от страна на индивидуалните германски държави, но колониалните усилия на Имперска Германия започват през 1884 г.
Издигането на германския империализъм и колониализъм съвпада с късните етапи на „надпреварата за Африка“, по време на която предприемчиви германци се състезават с вече установените колонии и колониални предприемачи. Когато Германия се включва в състезанието за последните некартографирани територии в Африка и Тихия океан, които все още не са поделени, в него вече участват всички големи европейски нации и няколко по-малки. Все пак в последните десетилетия на 19 век Германия създава отвъдморска империя в Африка и Тихия океан (вижте Списък на бившите германски колонии). Придобивките и разширението на колониите се постигат по различни начини, но основно чрез търговска доминация и с икономически мотиви. Следват споразумения и договори с други колониални сили или интереси, както и покупки на земя или островни групи. Колониите като цяло се оказват нетна фискална загуба за империята, само Тоголанд и Германска Самоа стават печеливши и самостоятелни. Въпреки това лидерите в Берлин оказват финансова подкрепа и поддръжка, и работят за развитие и отбрана на тези владения.
Въпреки че в първите седмици на Първата световна война повечето африкански и тихоокеански колонии на Германия са окупирани от противниците на Германия, официално Германската колониална империя престава да съществува с Версайския договор от 10 януари 1920 г.

## Германското обединение
До обединението германските държави не са могли да се концентрират върху развитието на флота и това по съществото си изключва германското участие в по ранни колониални надпревари за далечни колониални територии – тяхното така наречено „място под слънцето“ Съдбата на Германия е да догонва. Германските държави до 1870 г. са запазили отделни политически структури и цели, и германската външна политика до и включително епохата на Ото фон Бисмарк се концентрира върху разрешаването на „Германския въпрос“ в Европа и осигуряването на германските интереси на континента.
От друга страна германците имат традиции на външна презокеанска търговия, датиращи до Лигата на Ханзата; съществува традиция на германска емиграция (на изток към Русия и Трансилвания и на запад към Америка) и северногерманските търговци изразяват интерес към отвъдморски ангажименти. Над всичко републиките от Ханзата Хамбург и Бремен изпращат търговци по земното кълбо. Тези търговски постове се държат като успешни Privatkolonisatoren (независими колонизатори) и сключват договори и закупуване на земя в Африка и Тихия океан с вождове и други племенни водачи. Тези ранни споразумения с местни представители обаче впоследствие формират основата за анексиращи договори, дипломатическа поддръжка и военна подкрепа от Германската империя.

## Надпреварата за колонии
Мнозина германци в края на 19 век гледат на колониалните придобивки като на истински показател за придобиване на статут на нация. Общественото мнение достига до разбирането, че престижните африкански и тихоокеански колонии вървят ръка за ръка с мечтите за Флот за открито море. И двата стремежа се превръщат в реалност, подхранвани от пресата, изпълнена с материали за Kolonialfreunde (поддръжници на колониалните придобивки) и многочислени географски асоциации и колониални дружества. Бисмарк и много депутати в Райхстага нямат интерес към колониални завоевания с цел само да се придобият квадратни километри територия.
По същество колониалните мотиви на Бисмарк са неясни, тъй като той многократно е казвал „... Аз не съм човек за колонии" и „останал така презрителен към колониални мечти както винаги."
Въпреки това исторически факт е, че германската колониална система се създава по времето на Бисмарк. През 1884 г. Германия поставя под своя закрила териториите в Югозападна Африка, завзети от бременския търговец Адолф Людериц. Установен е германски протекторат над Того и Камерун. През 1885 г. се оформя Германска Източна Африка с териториите, завладени от К. Петерс. В пределите на германските колониални владения влиза и част от Нова Гвинея.
Не след дълго обаче Бисмарк „изоставя колониалния си напън така внезапно и случайно, както го е започнал“ сякаш е допуснал грешка в преценката, която може да обърка същността на неговите по-значими политики. Наистина, през 1889 г., Бисмарк се опитва да даде Германска Югозападна Африка на британците. Според него „тя е бреме и разход, с които би искал да натовари някой друг“.

## Германски колониализъм

### Придобиване на земя от компанията и попечителство
Германските усилия започват с първите търговски предприятия през 1850-те и 1860-те години в Западна Африка, Източна Африка, островите Самоа и неизследваната суша в североизточната четвърт на Нова Гвинея с близките острови. Германски търговци започват да се установяват в африканската камерунска делта и брега на материка срещу Занзибар. В Апия и селищата Финскхафен, Симсонхафен и островите Ной Померн и Ной Мекленбург, търговски компании започват експанзия в крайбрежната територия. В Карибско море Германия се опитва да установи Германската Карибска колония в близост до територии на холандците, но това продължава само за кратък период през 1888 г. Следват големи придобивки на африканския континент – най-вече в ущърб на местните жители. В Източна Африка империалистът и „мъж на действието“ Карл Петерс натрупва огромни парчета парцели земя от Занзибарския султанат за своята колонизационна група, „излизайки от гората с X-знаци (поставени от неграмотни племенни вождове) на документи ... за над 60 хиляди квадратни мили.“ Изследователските експедиции на Петерс и други с цел завземане на земя изискват охрана, която се предоставя от малки частни въоръжени отряди, набрани главно в Судан и предвождани от бивши военни – авантюристи. Те се характеризират с бруталност, обесвания и бичувания, тъй като никой „не държи монопол над малтретирането на африканци.“
След привличането на Бисмарк към колониалната идея до 1884, по финансови съображения той предпочита управлението на земята да се повери на чартърна компания, а не на колониално правителство. Въпреки че процъфтява култивацията на умерената зона, честите провали на тропическите предприятия допринасят за промяна на отношението на Бисмарк. Той неохотно се съгласява да оказва помощ при потушаването на бунтове и въоръжени враждебни действия, когато са застрашени доходоносни робски дейности. Германските местни военни сили първоначално се заемат с десетки наказателни експедиции за арестуване и наказване на въстанически водачи и техните последователи, понякога с британска помощ. Чарлс Милър предлага теорията, че германците са имали лошия късмет да се опитват да колонизират райони, обитавани от агресивни африкански племена, докато колониалните им съседи са случили на по-покорни народи. По това време германската склонност да се предпочита силата пред търпението допринася за продължителни безредици. Няколко от африканските колонии остават размирни места през цялата тази фаза, а и след нея. Преминаването към официално приемане на колониализма и към колониално правителство става по време на последната четвърт от управлението на Бисмарк.

### Колониални правителства
Наследникът на Бисмарк през 1890 г., Лео фон Каприви, е склонен да поддържа колониалното бреме на съществуващите територии, но се противопоставя на нови начинания. Следващите след него, особено Бернхард фон Бюлов, като външен министър и канцлер, одобряват придобиването на колонии в Тихия океан и осигуряват значителни средства за наемане на администратори, търговски агенти, топографи, местни „пазители на мира“ и събирачи на данъци в съществуващите протекторати. Кайзер Вилхелм II разбира позицията на страната си като колониален последовател, а не лидер, но не е доволен. В интервю със Сесил Роудс през март 1899 г., той ясно заявява: „... Германия започва колониалното си начинание много късно и следователно има недостатъка да завари вече окупирани всички желани места.“

## Германско колониално население
Колониите са предимно търговски и плантационни региони и не привличат голям брой германски заселници. Мнозинството от германските емигранти избират Северна Америка като своя цел, а не колониите – от 1 085 124 емигранти между 1887 и 1906 г., 1 007 574 отиват в Съединените щати. Когато имперското правителство кани 22 000 войници, мобилизирани да потушат племето хереро да се заселят в Германска Югозападна Африка и предлага финансова помощ, само 5% приемат.
Германското колониално население наброява 5125 през 1903 и около 23 500 през 1913 г. Германското колониално население от преди Първата световна война се състои от 19 696 германци в Африка и тихоокеанските колонии през 1913 г., включително повече от 3000 полицаи и войници и 3806 в Кяучоу (1910), включително 2275 флотски и военен персонал. В Африка (1913), 12 292 германци живеят в Югозападна Африка, 4107 в Германска Източна Африка и 1643 в Германски Камерун. В Тихоокеанските колонии (1913) живеят общо 1645 германци.
След Първата световна война, военните и „нежеланите лица“ са изгонени от германските протекторати. През 1934 г. бившите колонии се обитават от 16 774 германци, от които около 12 000 живеят в бившата Югозападна африканска колония. Щом новите собственици на колонията отново позволяват имиграция от Германия, броят нараства през следващите години над общия брой от преди Първата световна война.

## Медицина и наука
В своите африкански и задморски колонии Германия установява биологични и земеделски станции. Специалисти и понякога посещаващи университетски групи извършват почвени анализи, развиват растителни хибриди, експериментират с торове, изучават растителни вредители и провеждат курсове по агрономия за заселници и местни жители и извършват редица други задачи. Успешни германски плантационни оператори осъзнават ползите от систематичното научно почване и основават и поддържат свои собствени станции със собствен персонал, който по-нататък се ангажира в изследване и документация на местната фауна и флора.
Проучвания от бактериолозите Роберт Кох и Паул Ерлих и други учени е финансиран от имперската хазна и е свободно споделян с други нации. Повече от три милиона африканци са ваксинирани против едра шарка. Лекари от целия свят се възползват от пионерската работа в тропичните болести и германските фармацевтични открития „стават стандартна терапия за сънна болест и повтаряща се треска. Само на основата на постиженията в медицината и земеделието, германското присъствие в Африка изглеждаше повече от основателно.“

## Загуба през Първата световна война
В годините преди избухването на Първата световна война, британските колониални офицери гледат на германците като недостатъчно „колониално пригодени“, но „чието колониално управление въпреки това превъзхожда управлението на други европейски държави.“ Англо-германските колониални проблеми в десетилетието преди 1914 г. са малки и двете империи възприемат помирителни отношения. Външният министър сър Едуард Грей, считан все още за умерен през 1911 г., е склонен да „изучава картата на Африка в про-германски дух“. Великобритания признава, че Германия има малко ценни за придобиване териториални трансакции, но съветите към Грей и министър-председателя Аскуит се втвърдяват до началото на 1914 г. „за спиране на тенденцията на това, което съветниците считат за вземане от Германия и даване от Великобритания.“
Сараевският атентат „подхлъзва“ европейските нации, както пише Дейвид Лойд Джордж, „през ръба във врящия казан на войната.“ На 5 август 1914 г. Великобритания решава да пренесе борбата в Африка и Тихия океан, започвайки колониални кампании с флотска мощ и жива сила от доминионите за покоряване на протекторатите на Германия.
В Британската империя и в Съединените щати има страх, че Германия ще „направи заявка за световна хегемония“. До края на 1916 г. всички германски колонии, с изключение на тази в Източна Африка са се предали на противника. Източна Африка е окупирана две години по-късно.

## Конфискация
Отвъдморската империя на Германия е разпусната след поражението на Германия през Първата световна война. С Версайския договор, член 22, германските колонии се разпределят между Белгия, Обединеното кралство и определени британски доминиони, Франция и Япония с решимост да не бъдат върнати на Германия – гаранция, осигурена с член 19.
В Африка Великобритания и Франция разделят Германски Камерун и Тоголанд. Белгия получава Руанда-Урунди в северозападна Германска Източна Африка, Великобритания получава най-голямата територия от тази колония, придобивайки по този начин „липсващата връзка“ във веригата британски владения от Южна Африка до Египет (Кейп до Кайро), Португалия получава Триъгълника Кионга, част от Германска Източна Африка. Германска Югозападна Африка е анексирана от Южна Африка.
В Тихия океан Япония придобива германските острови на север от екватора (Маршаловите острови, Каролинските острови, Марианските острови, островите Палау) и Кяучоу в Китай. Германска Самоа е предадена на Нова Зеландия, Германска Нова Гвинея, Архопелагът Бисмарк и Науру на Австралия.